# Evangelische Kirche (Kölschhausen)

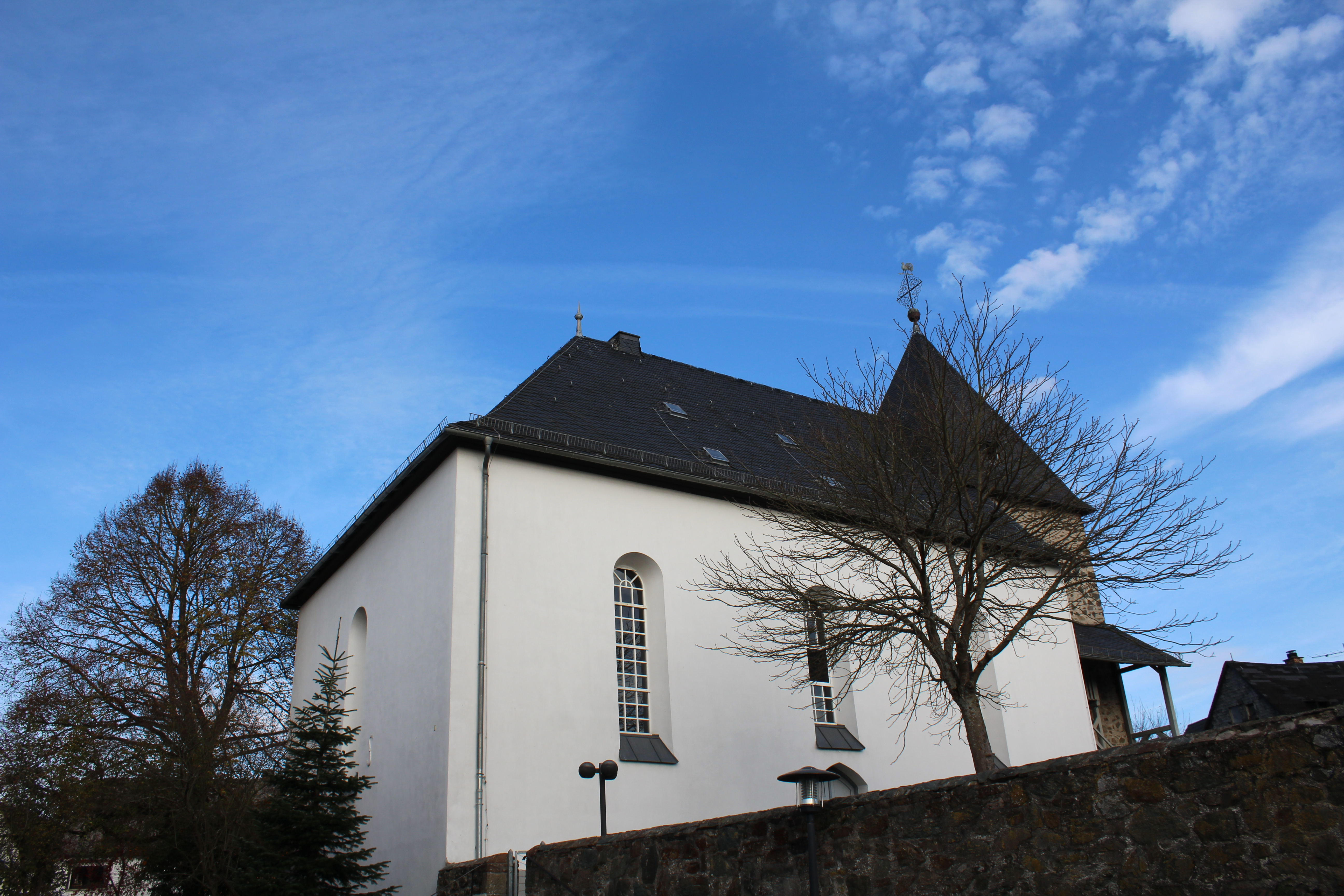
Südseite der Kirche

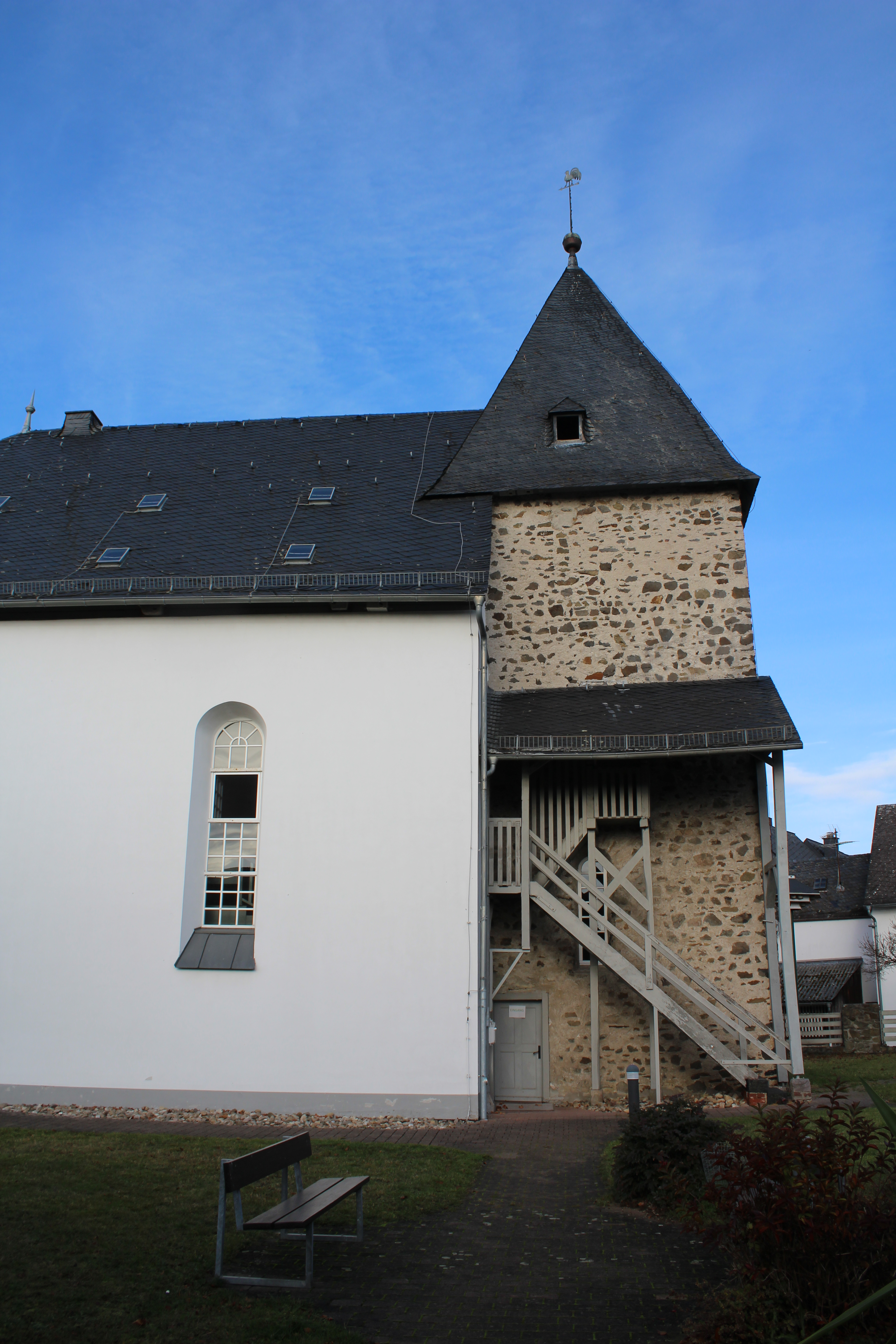
Ostseite mit Chorturm

Die Evangelische Kirche in Kölschhausen in der Gemeinde Ehringshausen im Lahn-Dill-Kreis (Hessen) ist eine wehrhafte Chorturmkirche aus frühgotischer Zeit. Das Kirchenschiff erhielt seine heutige barocke Gestalt durch einen Erweiterungsumbau Ende des 17. Jahrhunderts. Die denkmalgeschützte Kirche prägt das Ortsbild und ist aufgrund ihrer geschichtlichen, künstlerischen, städtebaulichen und wissenschaftlichen Bedeutung hessisches Kulturdenkmal.

## Geschichte
Kölschhausen hatte im Jahr 1253 eine Kapelle mit einem Priester (sacerdos). Der Ort gehörte im ausgehenden Mittelalter zum Sendbezirk Dillheim im Archipresbyterat Wetzlar im Archidiakonat St. Lubentius Dietkirchen im Bistum Trier. Zum Kirchspiel Dillheim gehörten die zwölf Ortschaften Dillheim, Bechlingen, Berghausen, Breitenbach, Daubhausen, Dreisbach, Edingen, Ehringshausen, Katzenfurt, Kölschhausen, Niederlemp und Werdorf. Das Kirchenpatronat lag bei Solms-Braunfels.
Vermutlich ab 1524 wurde die Reformation im Kirchspiel Dillheim unter Pfarrer Johannes Zaunschliffer von Braunfels (1524–1530) eingeführt. Kölschhausen blieb bis 1566 Filiale von Dillheim. Seit diesem Jahr bis um 1585 war Daniel Tesch der erste eigene evangelische Pfarrer des Ortes. 1566 oder 1568 wurden fünf Dörfer aus dem Kirchspiel Dillheim ausgelagert und zum Kirchspiel Kölschhausen zusammengefasst. Bechlingen, Breitenbach, Dreisbach und Niederlemp sind seitdem Filialorte von Kölschhausen.
Im Jahr 1697 erfolgte ein eingreifender Umbau des mittelalterlichen Kirchenschiffs, das im Westen durch einen Choranbau unter einem Walmdach erweitert wurde, einheitliche neue Fenster erhielt und im Inneren nach Westen umorientiert wurde.
Friedrich Winter gehörte zu den wenigen Theologen, die am Buß- und Bettag am 16. November 1938 gegen die Novemberpogrome predigten. Das evangelische Gemeindehaus wurde nach Winter benannt und ebenso die Straße, an die Kirche und Gemeindehaus im Norden und Osten angrenzen.
Renovierungen und Restaurierungen der Kirche folgten in den Jahren 1934 und 1956/1957.
Die evangelisch-reformierte Kirchengemeinde Kölschhausen gehört zum Evangelischen Kirchenkreis an Lahn und Dill in der Evangelischen Kirche im Rheinland.

## Architektur

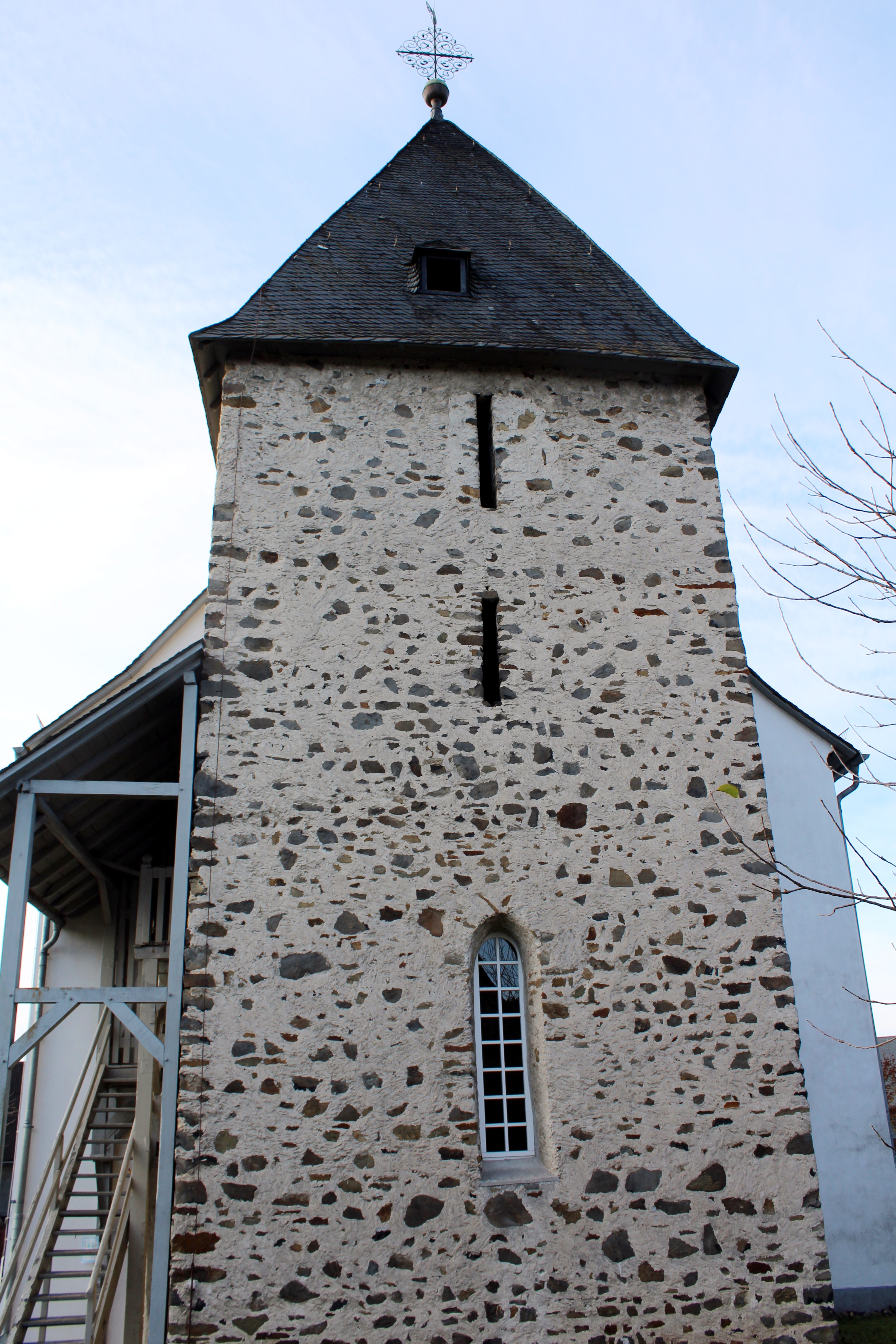
Chorturm von Osten

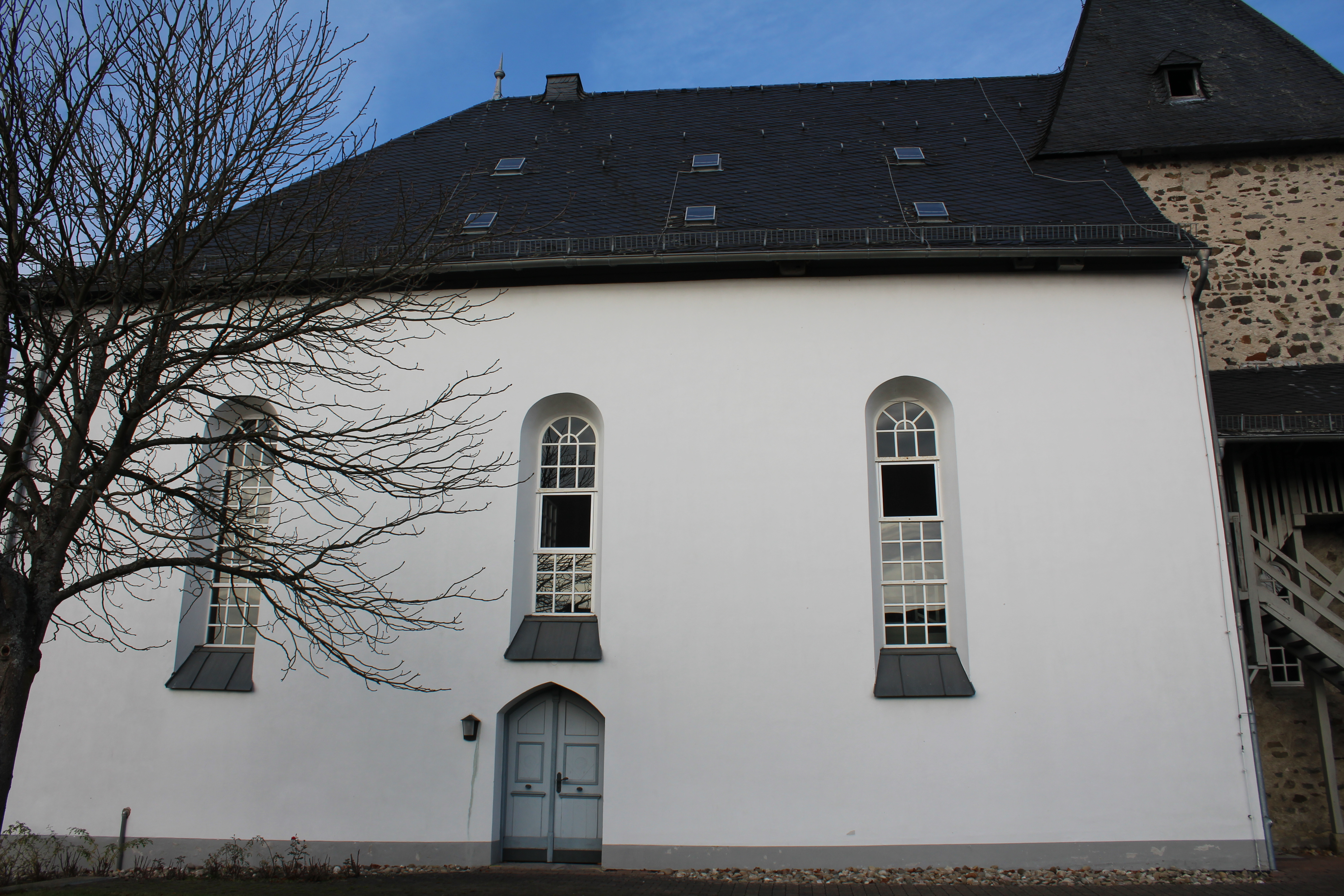
Kirchenschiff von Süden

Die mittelalterliche Kirche wurde geostet auf einer Erhebung im Ortszentrum aus Bruchsteinmauerwerk anstelle eines Vorgängerbaus an derselben Stelle errichtet. Sie steht inmitten eines Friedhofgeländes, das 1949 aufgelassen wurde.
Der gedrungene, unverputzte Chorturm auf quadratischem Grundriss stammt aus frühgotischer Zeit. Der wehrhafte Charakter ist an den beiden Obergeschossen mit ihren Schießscharten erkennbar, die nur von außen zugänglich waren. Heute dient eine hölzerne Außentreppe unter einem Pultdach an der Südseite als Zugang zum ersten Obergeschoss. Die kreuzgratgewölbte Turmhalle hat im Osten ein Schlitzfenster und im Süden ein Rundbogenfenster. Der massiv aufgemauerte Turm wird von einem Zeltdach bedeckt, das von einem Turmknauf, verzierten Kreuz und Wetterhahn bekrönt wird. Im Inneren ist an der Nordseite eine quadratische Sakramentsnische eingelassen. Ein grob behauener Rundbogen öffnet die Turmhalle zum Schiff.
Im Westen schließt sich das im Kern mittelalterliche Langhaus unter einem verschieferten Satteldach an. Es wurde 1697 durch einen Umbau barockisiert und erhielt einen Choranbau mit einem flachen Walmdach, dem im Westen eine Kugelspitze aufgesetzt ist. Der gesamte Westteil ist weiß verputzt und wird an den Langseiten durch je drei Rundbogenfenster belichtet. In die Westseite ist ein weiteres Rundbogenfenster eingelassen. Die Kirche wird an beiden Langseiten durch je ein mittig angebrachtes Portal unter dem Mittelfenster erschlossen. Im Inneren wird die ehemalige Westwand von einem breiten Rundbogen mit Bemalung aus Diamantquaderung durchbrochen, der beide Baukörper verbindet. Die Schießscharten im Sockelbereich mit Segmentbogen-Gewänden des ursprünglichen Langschiffs sind vermauert und gehen möglicherweise auf den Vorgängerbau zurück.

## Ausstattung

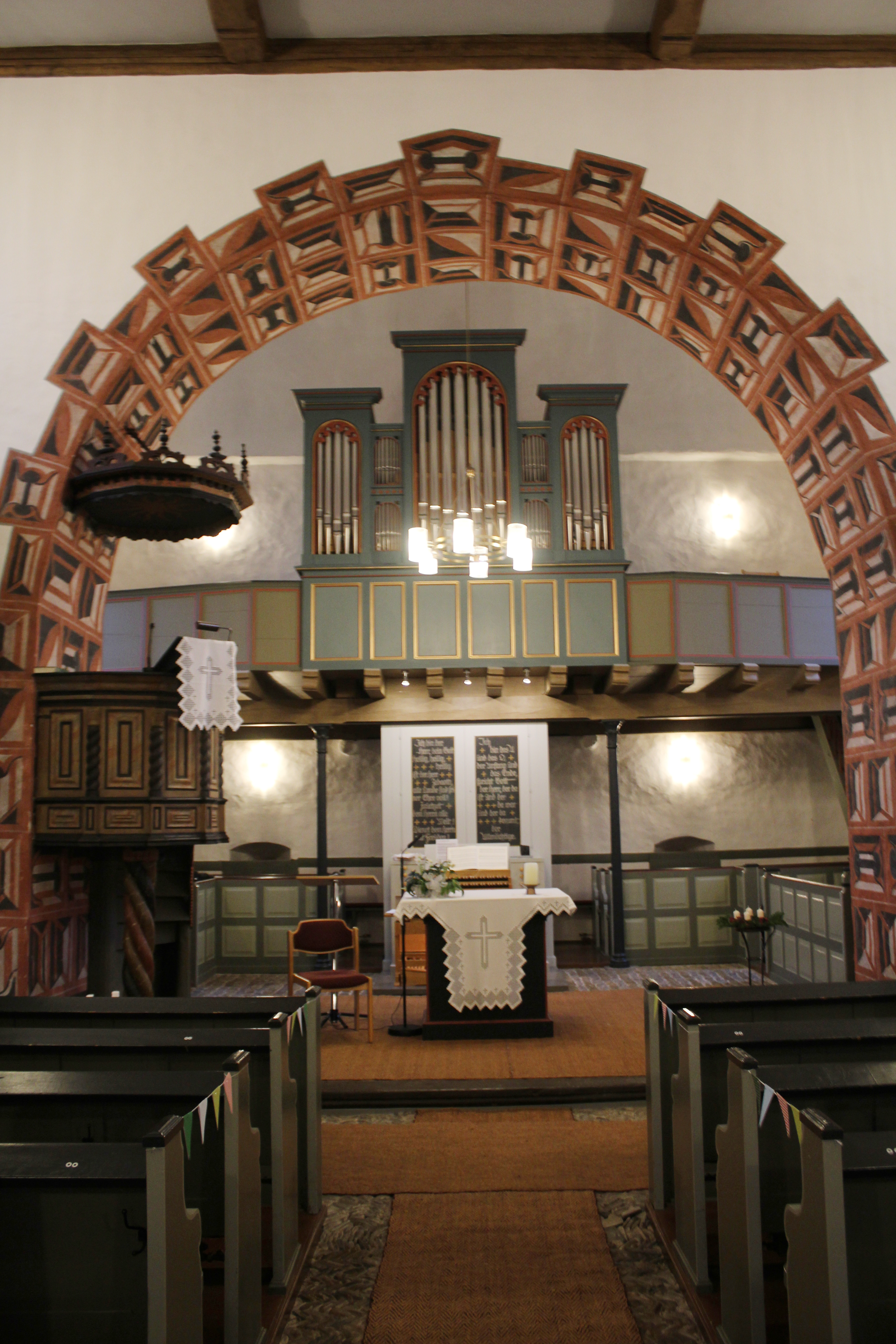
Blick auf Altar und Orgel

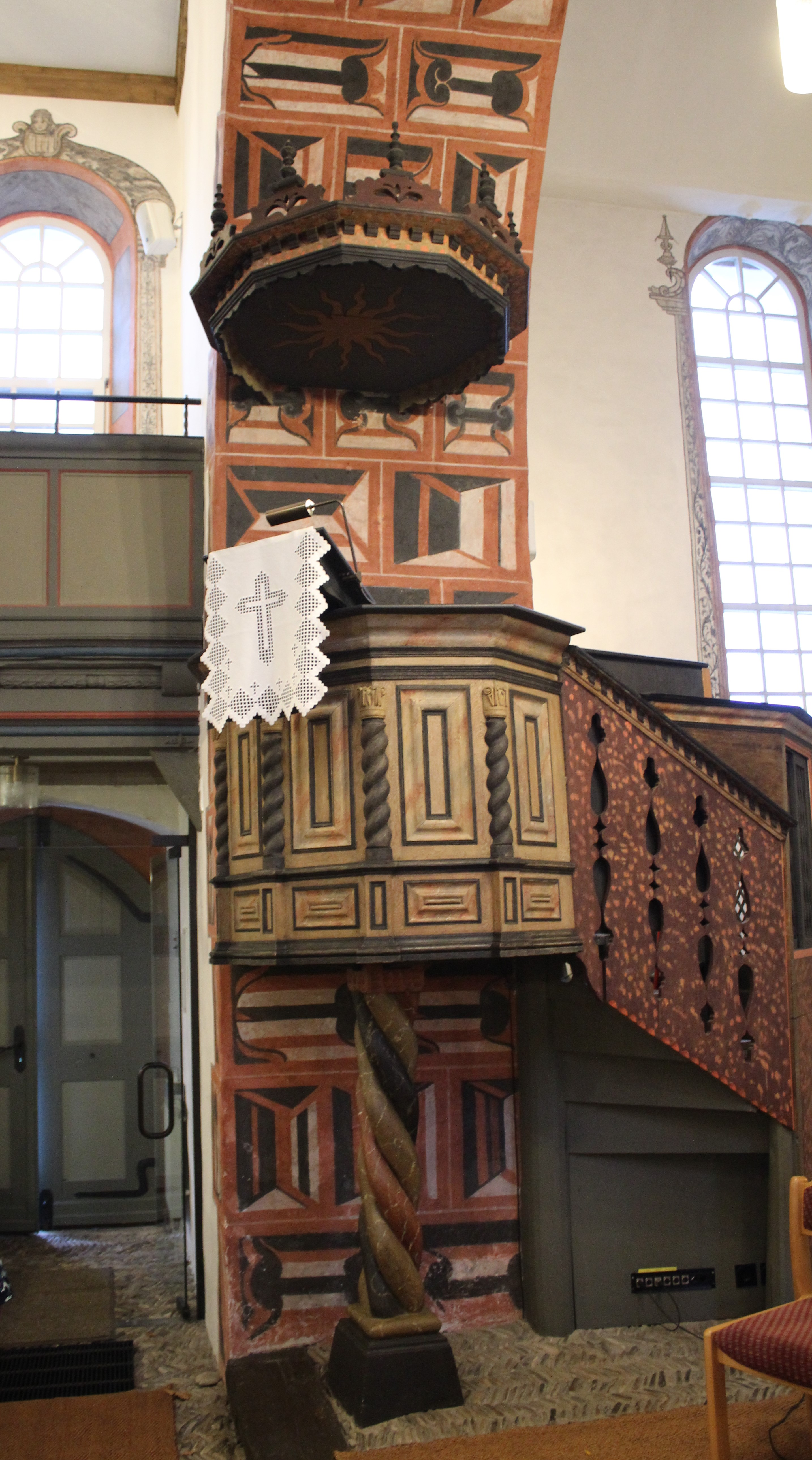
Kanzel

Das Innere von Langhaus und Chor wird durch eine Flachdecke abgeschlossen. Im Langhaus wird die Decke von zwei Längsunterzügen getragen, die von zwei marmoriert bemalten, gebauchten Holzsäulen aus dem Ende des 17. Jahrhunderts gestützt werden. Im Schiff ist eine dreiseitig umlaufende hölzerne Empore eingebaut, die auf gegliederten, gedrechselten Säulen ruht. Die Brüstungen haben querrechteckige kassettierte Füllungen. Zwei Treppen in den Ostecken des Schiffs führen zu den Emporen. Die Westempore im Chorraum dient als Aufstellungsort für die Brüstungsorgel und läuft zur Mitte hin leicht trapezförmig vor. Sie wird von zwei schlanken Metallsäulen gestützt. Die Brüstung im Bereich des Untergehäuses der Orgel hat schlichte Füllungen mit vergoldeten Profilen. Über der Orgel ist ein Deckenmedaillon mit der Jahreszahl 1697 bezeichnet. Der Boden ist mit Bachkieselsteinen belegt.
Der Bereich um den schlichten Blockaltar im Chor ist um eine Stufe erhöht. Am südlichen Chorbogen ist die holzsichtige Kanzel aus dem späten 17. Jahrhundert angebracht. Sie ruht auf einer gewendelten Säule mit quaderförmiger Basis. Die Kanzelfelder mit hochrechteckigen profilierten Füllungen werden durch gedrehte Dreiviertelsäulen gegliedert. Der achtseitige Schalldeckel entspricht dem polygonalen Kanzelkorb. Seine Unterseite hat einen umlaufenden Zinnenfries und ist mit einer zwölfstrahligen Sonne bemalt. Die flachgeschnitzten Aufsätze werden von gedrechselten Türmchen bekrönt.
Das Kirchengestühl im Schiff lässt einen Mittelgang frei. Es bildet im Chorturm einen Block. Unter der Westempore sind weitere Bänke aufgestellt. Insgesamt bietet die Kirche 400 Besuchern einen Sitzplatz.

## Orgel

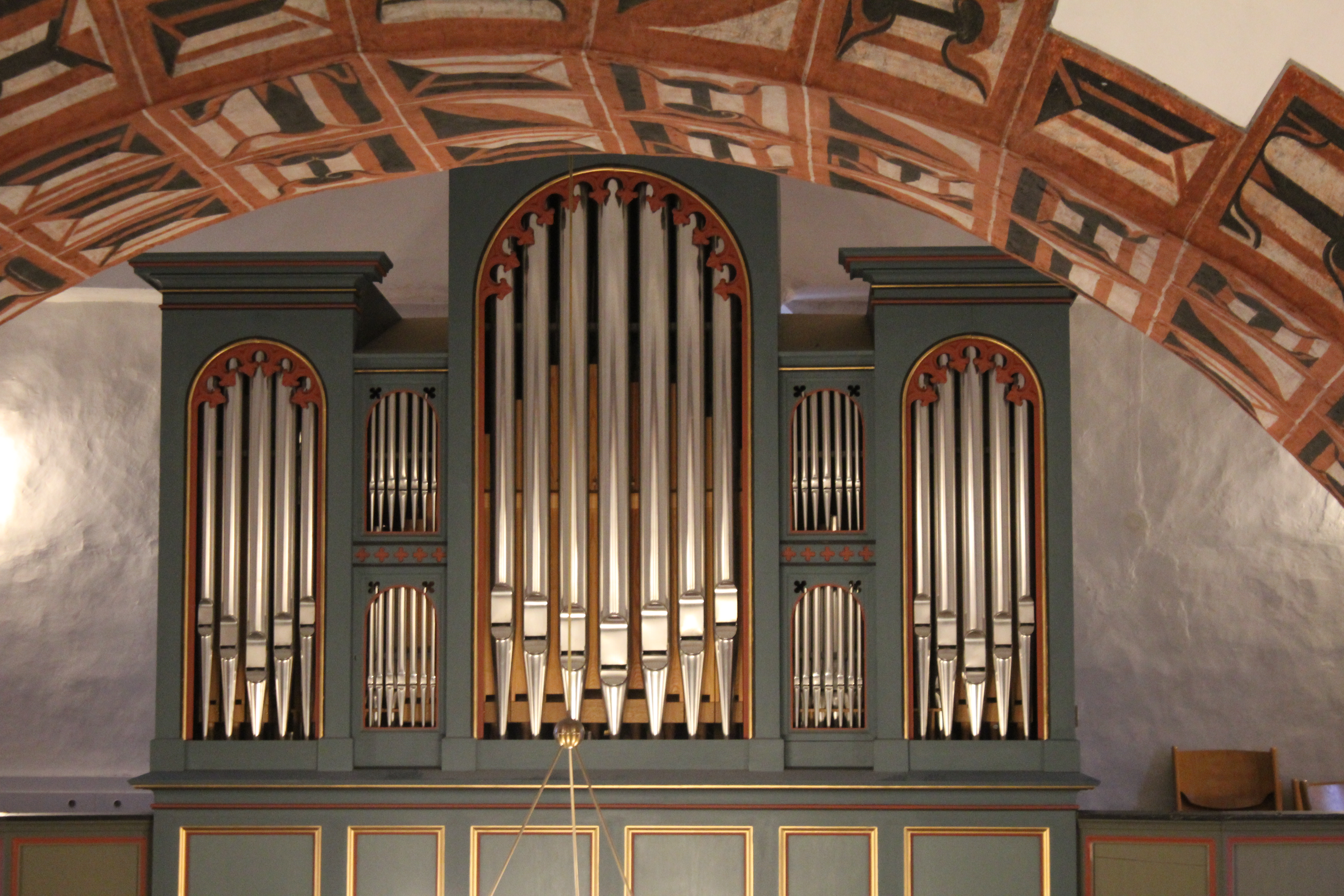
Orgelprospekt

Im Jahr 1836 war die Orgel in einem sehr schlechten Zustand. Orgelbauer Knauf baute im Jahr 1869 eine neue Orgel ein (II/P/14). Sie wurde 1962 durch Orgelbau Hardt umgebaut. 1997 baute Werner Bosch ein neues Instrument hinter dem alten Prospekt. Es verfügt über zwölf Register, die auf zwei Manuale und Pedal verteilt sind. Hinzu kommen zwei Vorabzüge. Der Spieltisch ist ebenerdig unter der Orgel hinter dem Altar aufgestellt. Die Trakturen zur Orgelempore werden von einem schlichten weißen Gehäuse verborgen, dessen vordere Türen mit Bibelversen auf schwarzem Hintergrund bemalt sind. Die Orgel hat folgende Disposition:
| I Hauptwerk C–g3 |    |
| Principal        | 8′ |
| Flöte            | 8′ |
| Octave           | 4′ |
| Gemshorn         | 4′ |
| Octave           | 2′ |
| Mixtur IV        | 2′ |
| Trompete         | 8′ |

| II Nebenwerk C–g3 |       |
| Gedackt           | 8′    |
| Salicional        | 8′    |
| Flachflöte        | 4′    |
| Flageolet         | 2′    |
| Cornett I–III     | 2 ⁄3′ |
| Tremulant         |       |

| Pedal C–f1 |     |
| Subbass    | 16′ |
| Octavbass  | 8′  |

- Koppeln: II/I, I/P, II/P

## Geläut
Der Kirchturm beherbergt ein Dreiergeläut. Tilman von Hachenburg goss 1478 eine Maria-Glocke. Die mittlere Glocke stammt von Steffan zu Frankfurt und wurde im Jahr 1518 der hl. Anna geweiht. Die Gemeinde schaffte 1967 eine dritte Glocke der Firma Rincker an.
| Nr. | Name  | Gussjahr | Gießer                | Masse   | Durchmesser | Schlagton | Inschrift                                           |
| --- | ----- | -------- | --------------------- | ------- | ----------- | --------- | --------------------------------------------------- |
| 1   |       | 1967     | Gebr. Rincker         |         |             | a′′       | „O Land, Land, höre des Herrn Wort“                 |
| 2   | Anna  | 1518     | Steffan zu Frankfurt  |         | 910 mm      | cis′′′    | „Anna Glock heiß ich, bin bereit in Freud und Leid“ |
| 3   | Maria | 1478     | Tilman von Hachenburg | 1270 kg | 790 mm      | h′′       | „Maria heiß ich, all Unwetter vertreib ich“         |